# École du Kerala

Région du Kerala, Inde

L’école du Kerala est une école de mathématiques et d'astronomie fondée par Madhava de Sangamagrama dans la province du Kerala en Inde, et ayant eu entre autres pour membres Parameshvara (en) et Nilakantha Somayaji. Elle prospéra entre le XIVe et le XVIe siècle, s'achevant avec les travaux de Melpathur Narayana Bhattathiri. 
Les découvertes mathématiques de l'école anticipent de deux siècles certains des résultats du calcul infinitésimal de Newton et Leibniz (mais non leurs techniques), obtenant par exemple le développement en série entière des fonctions trigonométriques, mais il n'y a pas de preuve que ces découvertes se soient diffusées en dehors du Kerala.

## L'école du Kerala

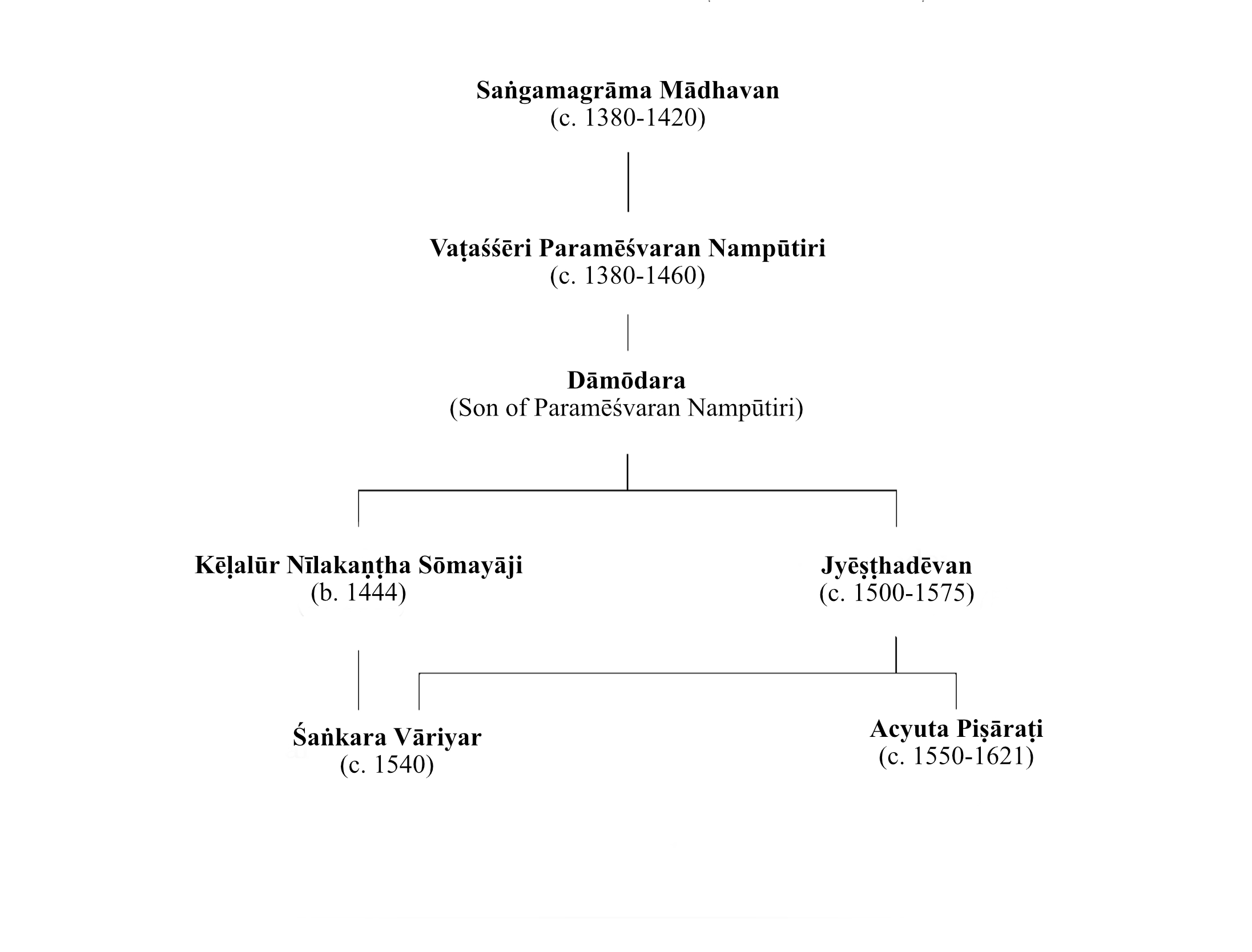
L'école du Kerala

Il a existé sans interruption dans la région du Kerala une grande activité scientifique depuis l'époque d'Aryabhata, mais elle prend une ampleur particulière avec l'arrivée de Madhava de Sangamagrama et la création de son « école » -  un système de transmission de savoir de maîtres à élèves à l'intérieur d'illams (en). Cette école eut entre autres pour membres Parameshvara, Nilakantha Somayaji, Jyeṣṭhadeva (en), Achyuta Pisharati (en), Achyuta Panikkar (en) et Melpathur Narayana Bhattathiri. Elle prospéra entre le XIVe et le XVIe siècle, ses dernières contributions originales étant apportées par les travaux de Narayana Bhattathiri (1559-1632). Pour tenter de résoudre des problèmes astronomiques, l'école du Kerala développa de nouveaux concepts mathématiques ; leurs résultats les plus importants — le développement en séries des fonctions trigonométriques — furent décrits en vers sanskrits dans un livre de Nilakantha appelé Tantrasangraha, et dans un commentaire de ce livre, le Tantrasangraha-vakhya, d'auteur inconnu. Ces théorèmes étaient énoncés sans démonstrations ; des justifications des séries pour les fonctions sinus, cosinus et arc tangente furent données un siècle plus tard dans le Yuktibhasa (c.1500-c.1610), écrit en malayalam par Jyesthadeva, ainsi que dans un commentaire du Tantrasangraha.
Ces travaux, achevés deux siècles avant la découverte du calcul infinitésimal en Europe, contiennent les premiers exemples connus de séries entières (en dehors des séries géométriques). Cependant, l'école ne développa pas de théorie systématique de la dérivation ou de l'intégration, et il n'y a pas de preuve que leurs résultats se soient diffusés en dehors du Kerala,,,.

## Contributions

### Développements en séries et calcul infinitésimal
La contribution de l'école du Kerala inclut la série géométrique :
{\displaystyle {\frac {1}{1-x}}=1+x+x^{2}+x^{3}+\dots } (pour {\displaystyle |x|<1}). Cependant, cette formule apparaissait déjà dans les travaux du mathématicien persan Alhazen (forme latinisée de Ibn al-Haytham) (965-1039).
L'école du Kerala utilisait une forme « intuitive » du raisonnement par récurrence. Cela leur permit d'obtenir une preuve (plus ou moins rigoureuse) de ce que :
{\displaystyle 1^{p}+2^{p}+\cdots +n^{p}\approx {\frac {n^{p+1}}{p+1}}} pour n grand (mais ce résultat était également connu de Alhazen).
Partant d'idées géométriques, ils obtinrent les développements en séries entières de sin x, cos x et arctan x,. Le Tantrasangraha-vakhya donne ces séries sous forme versifiée ; traduites en notation mathématique, elles deviennent :
{\displaystyle r\arctan {\frac {y}{x}}={\frac {1}{1}}\cdot {\frac {ry}{x}}-{\frac {1}{3}}\cdot {\frac {ry^{3}}{x^{3}}}+{\frac {1}{5}}\cdot {\frac {ry^{5}}{x^{5}}}-\cdots }, où {\displaystyle y/x\leq 1} ;
{\displaystyle r\sin {\frac {x}{r}}=x-x\cdot {\frac {x^{2}}{(2^{2}+2)r^{2}}}+x\cdot {\frac {x^{2}}{(2^{2}+2)r^{2}}}\cdot {\frac {x^{2}}{(4^{2}+4)r^{2}}}-\cdots } ;
{\displaystyle r\left(1-\cos {\frac {x}{r}}\right)=r\cdot {\frac {x^{2}}{(2^{2}-2)r^{2}}}-r\cdot {\frac {x^{2}}{(2^{2}-2)r^{2}}}\cdot {\frac {x^{2}}{(4^{2}-4)r^{2}}}+\cdots } ; pour r = 1, on retrouve les séries usuelles, par exemple :
{\displaystyle \sin x=x-{\frac {x^{3}}{3!}}+{\frac {x^{5}}{5!}}-{\frac {x^{7}}{7!}}+\cdots } et
{\displaystyle \cos x=1-{\frac {x^{2}}{2!}}+{\frac {x^{4}}{4!}}-{\frac {x^{6}}{6!}}+\cdots } (mais l'école du Kerala n'utilise pas la fonction factorielle).
Leur démonstration de ces résultats passe par la rectification d'un arc de cercle (le calcul de sa longueur) ; ils ne découvrirent pas les méthodes de Leibniz et Newton (le calcul différentiel et intégral) utilisant des calculs d'aires. Le développement en série de {\displaystyle \arctan x} les amena à la formule pour {\displaystyle \pi } (connue par la suite sous le nom de formule de Gregory-Leibniz) :
{\displaystyle {\frac {\pi }{4}}=1-{\frac {1}{3}}+{\frac {1}{5}}-{\frac {1}{7}}+\dots }.
Leurs approximations rationnelles des « erreurs » commises en tronquant les séries sont particulièrement remarquables. Ainsi, l'erreur {\displaystyle f_{i}(n+1)} (pour n impair, et i = 1, 2, 3) pour la série précédente est donnée par :
{\displaystyle {\frac {\pi }{4}}\approx 1-{\frac {1}{3}}+{\frac {1}{5}}-\cdots (-1)^{(n-1)/2}{\frac {1}{n}}+(-1)^{(n+1)/2}f_{i}(n+1)}
avec {\displaystyle f_{1}(n)={\frac {1}{2n}},\ f_{2}(n)={\frac {n/2}{n^{2}+1}},\ f_{3}(n)={\frac {(n/2)^{2}+1}{(n^{2}+5)n/2}}}, chaque {\displaystyle f_{i}} étant plus précis que le précédent.
Manipulant les termes de la série à l'aide de la décomposition en éléments simples de {\displaystyle {\frac {1}{n^{3}-n}}}, ils obtinrent la série suivante, convergeant beaucoup plus rapidement :
{\displaystyle {\frac {\pi -3}{4}}={\frac {1}{3^{3}-3}}-{\frac {1}{5^{3}-5}}+{\frac {1}{7^{3}-7}}-\cdots ={\frac {1}{2.3.4}}-{\frac {1}{4.5.6}}+{\frac {1}{6.7.8}}+\cdots },
ce qui leur permit d'obtenir l'approximation {\displaystyle \pi \simeq {\frac {104348}{33215}}\simeq 3{,}141592653}, correcte à {\displaystyle 10^{-9}} près, ; ils utilisèrent une notion intuitive de limite pour justifier ces résultats.
Les mathématiciens de l'école du Kerala découvrirent une forme de dérivation pour certaines fonctions trigonométriques : ils établirent les approximations suivantes (en notations modernes), confondant pour des petits arcs la longueur de l'arc et la valeur du sinus :{\displaystyle \sin(\theta +\mathrm {d} \theta )-\sin(\theta -\mathrm {d} \theta )=2\mathrm {d} \theta \cos(\theta )\qquad \cos(\theta +\mathrm {d} \theta )-\cos(\theta -\mathrm {d} \theta )=-2\mathrm {d} \theta \sin(\theta )}Ils ne définirent cependant pas la notion de fonction ou de dérivée en général, mais se servirent abondamment de ces approximations linéaires et furent capables de calculer l'approximation linéaire d'un quotient faisant intervenir de telles fonctions. On trouve même chez Nilakantha une approximation affine de la fonction arcsin.

### Arithmétique, algèbre et géométrie
La mise en place du développement en série de sinus, cosinus et arctan est considérée par de nombreux historiens comme la contribution la plus originale de l'école du Kerala,， mais ces mathématiciens ont également produit de nombreux autres travaux. On leur doit des commentaires des œuvres d'Aryabhata, Bhāskara I et Bhāskara II avec des contributions originales concernant les preuves. Ainsi Nilakantha Somayaji fait une utilisation ingénieuse du volume d'un solide pour démontrer les formules de la somme des carrés et la somme des cubes d'entiers naturels dans son commentaire de l'Āryabhaṭīya.
De nombreux résultats ou techniques algébriques sont présentés avec des preuves géométriques. Au XVIe siècle, Citrabhanu (en) résout (par des méthodes algébriques et géométriques) 21 types de systèmes de deux équations à deux inconnues, correspondant à tous les couples possibles d'équations de l'une des 7 formes suivantes :
{\displaystyle x+y=a,x-y=b,xy=c,x^{2}+y^{2}=d,x^{2}-y^{2}=e,x^{3}+y^{3}=f,x^{3}-y^{3}=g}.
En géométrie, la formule de Brahmagupta, donnant l'aire d'un quadrilatère inscriptible en fonction de ses côtés ou de ses diagonales est reprise et développée par l'école du Kerala. La formule donnant le rayon du cercle circonscrit à un quadrilatère inscriptible - parfois attribuée en Occident à Simon L’Huilier - est présentée par le mathématicien Paramesvara (env.1370-1460).

### Astronomie
Dès le XVe siècle, les astronomes de l'école du Kerala sont conscients de la nécessité de réviser les constantes du mouvement des planètes par des observations plus poussées. Ils remettent en question la validité des modèles du mouvement des planètes, et travaillent sur les prévisions des éclipses.
Madhava élabore une procédure permettant de déterminer la longitude vraie de la Lune toutes les 36 minutes.
Nilakantha émet l'idée que les planètes n'ont pas de lumière propre mais sont éclairées par le soleil. Il améliore l'équation du centre des planètes intérieures. Il présente un modèle planétaire dans lequel les cinq planètes Mercure, Venus, Mars, Jupiter et Saturne, tournent autour du Soleil qui, lui, tourne autour de la Terre.
Acyuta Pisarati (en) développe la technique de «réduction à l'écliptique» - une correction du mouvement des planètes destinée à tenir compte du fait que leur trajectoire dévie légèrement du plan de l'écliptique - à la même époque que Tycho Brahe.

## Postérité de l'école du Kerala
Les travaux de l'école du Kerala furent décrits pour la première fois en Occident par C. M. Whish (en) en 1834, bien qu'un ouvrage antérieur, le Kala Sankalita de J. Warren (publié en 1825) mentionne brièvement la découverte des séries infinies par les astronomes du Kerala. Selon Whish, les mathématiciens du Kerala avaient « établi les bases d'un système complet de fluxions » et leurs ouvrages étaient remplis de « formes fluxionnelles et de séries qu'on ne rencontrait nulle part ailleurs hors Occident » ; il s’agissait là d’un malentendu souvent repris par les historiens des mathématiques, Whish n’ayant pas eu accès aux méthodes de Madhava, et n’ayant pu imaginer qu’il ait obtenu ces résultats sans connaître les outils de l’Analyse.
Cependant, les observations de Whish furent presque complètement ignorées pendant plus d'un siècle, jusqu'à ce que les découvertes de l'école du Kerala soient étudiées à nouveau par C. T. Rajagopal (en) et ses collaborateurs à partir de 1950. Ceux-ci publièrent deux articles commentant des démonstrations duYuktibhasa concernant le développement en série de arctan,, un autre article commentant les démonstrations du Yuktibhasa, et deux études des vers sanskrits du Tantrasangraha-vakhya donnant les séries trigonométriques de sin, cos et arctan mentionnées précédemment, accompagnés de leur traduction en anglais et d'un commentaire,.
En 1979, A. K. Bag suggéra que la connaissance de ces résultats aurait pu parvenir en Europe par les routes commerciales vers le Kerala, transmise par des marchands ou des missionnaires jésuites. Le Kerala étant à cette époque en relations continues avec la Chine, l'Arabie et l'Europe, la possibilité d'une telle transmission a été analysée par certains historiens des sciences, , mais il n'en existe pas de preuve directe. David Bressoud va même jusqu'à dire qu'il n'existe « aucune preuve de ce que ces travaux sur les séries aient été connus en dehors de l'Inde, ni même en dehors du Kerala, avant le dix-neuvième siècle ».
Les mathématiciens arabes et indiens avaient découvert avant le XVIIe siècle des résultats que nous considérons à présent comme faisant partie du calcul infinitésimal. Cependant, contrairement à Newton et Leibniz, ils ne parvinrent pas à « combiner des idées variées pour faire apparaître les deux thèmes unificateurs de la dérivation et de l'intégration, de découvrir le lien les unissant, et d'en faire l'outil puissant que nous connaissons aujourd'hui ». Les parcours intellectuels de Newton et de Leibniz sont bien documentés (ainsi d'ailleurs que ceux de leurs prédécesseurs immédiats, tels Fermat et Roberval), et rien ne permet de penser que leurs travaux aient été inspirés par l'école du Kerala. La question de la transmission des travaux de cette école (en particulier dans les collections de manuscrits espagnols et maghrébins) reste cependant l'objet de recherches actives, certaines étant menées au CNRS, à Paris.

### Ouvrages cités
- (en) David Bressoud, « Was Calculus Invented in India? », The College Mathematics Journal (en), vol. 33, no 1,‎ 2002, p. 2-13 (JSTOR 1558972).
- (en) G. G. Joseph, The Crest of the Peacock : The Non-European Roots of Mathematics, Princeton, NJ, Princeton University Press, 2011, 3e éd. (1re éd. 1991), 561 p. (ISBN 978-0-691-13526-7, lire en ligne), chap. 10.
- (en) Victor J. Katz, « Ideas of Calculus in Islam and India », Mathematics Magazine, vol. 68, no 3,‎ 1995, p. 163-174 (lire en ligne).
- (en) David Pingree, « Hellenophilia versus the History of Science », Isis, vol. 83, no 4,‎ 1992, p. 554-563 (DOI 10.1086/356288, JSTOR 234257)
- (en) Kim Plofker, « The "Error" in the Indian "Taylor Series Approximation" to the Sine », Historia Mathematica, vol. 28, no 4,‎ 2001, p. 283-295 (DOI 10.1006/hmat.2001.2331).
- (en) C. K. Raju (en), « Computers, mathematics education, and the alternative epistemology of the calculus in the Yuktibhâsâ », Philosophy East and West (en), vol. 51, no 3,‎ 2001, p. 325-362 (lire en ligne)
- (en) Ranjan Roy (en), « Discovery of the Series Formula for π by Leibniz, Gregory, and Nilakantha », Mathematics Magazine, vol. 63, no 5,‎ 1990, p. 291-306 (JSTOR 2690896).
- (en) A. N. Singh, « On the Use of Series in Hindu Mathematics », Osiris, vol. 1,‎ 1936, p. 606-628 (DOI 10.1086/368443, JSTOR 301627).
- (en) John Stillwell, Mathematics and Its History, Springer, 2010, 3e éd., 662 p. (ISBN 978-1-4419-6052-8, lire en ligne).
- (en) Kim Plofker, « Mathematics in India », dans Victor J. Katz, The Mathematics of Egypt, Mesopotamia, China, ann Islam : A Sourcebook, Princeton University Press, 2007 (ISBN 978 0 691 11485 9), p. 385-512
- (en) M. S. Sriram, « Kerala School of Astronomy and Mathematics », dans Helaine Selin, Encyclopædia of the History of Science, Technology, and Medecine in Non-Western Cultures, Springer Verlag, 2008, p. 1160-1164
- David Pouvreau-Séjourné, Trigonométrie et «développement en séries» en Inde médiévale, Groupe d'histoire des mathématiques de l'IREM de Toulouse, 2003 (lire en ligne).